# 음력 5월 27일
음력 5월 27일은 음력 5월의 27번째 날이다.

## 사건
- 1952년 - 대한민국의 신흥 종교인 성덕도가 창시되었다.

## 문화
- 1965년 - 서울 FM(현 KBS 제2FM) 방송 시작.
- 2014년 - NC 다이노스의 투수 찰리 쉬렉이 KBO 리그 14년만에 노히트 노런을 달성하였다.

## 사망
- 1577년 - 조선 선조의 후궁 공빈 김씨.

## 같이 보기
- 음력 360일: 1월 2월 3월 4월 5월 6월 7월 8월 9월 10월 11월 12월
- 전날:5월 26일 다음날:5월 28일 - 전달:4월 27일 다음달:6월 27일
- 양력:5월 27일
- 음력, 윤달